# Мухіна балка
Мухіна балка (рос. Мухина балка; Малий Лог) — природоохоронний заповідник обласного значення, розташований у місті Аксай Ростовської області. Балка являє собою крутий яр на сході Аксая, схили якої покриті байрачним лісом. Велику частину дна балки вкривають болота. На території заповідника діє військово-історичний музей Аксая з виставкою військової техніки просто неба та багатоярусним бункером 1960-х років.

## Флора
На схилах Мухіної балки ростуть всілякі степові рослини. Серед них: костриця, ковила. Широко поширені кульбаба, полин, тонконіг, горець, буркун лікарський, конюшина, подорожник. В ярах Мухіної балки розташувався байрачний ліс. На узліссях лісу поширені зарості глоду, барбарису, шипшини, досить багато заростей терену колючого. У Мухіній балці зустрічаються в'яз гладкий, шовковиця, яблуня лісова, груша звичайна, окремі екземпляри каркасів західного і кавказького. На території штучних насаджень росте береза біла. На берегах ставка можна зустріти деревні рослини, такі як лох сріблястий, верба біла, тополя біла.
У наш час Мухіна балка знаходиться в неприйнятному стані. Тут йде розорювання території, нерідкі випадки розведення багать, розростається звалище, не очищені і не впорядковані джерела, в закупореному стані знаходиться ставок, не припиняється забудова будинків і гаражів.

## Історія
У XVIII столітті Мухіна балка іменувалася Малим Логом. Трохи пізніше її перейменували і стали називати Горобинової балкою. Своєю сучасною назвою заповідник зобов'язаний родині купців Мухіних, яка володіла територією 79 га під станицею Аксайской. Мухіни були одними з найбагатших лісоторговців. Вони займалися дуже вигідною на той час торгівлею лісу. Оскільки тут, в степовому регіоні, свого лісу не було, він продавався за дуже високою ціною. 
У 1915 році Мухіну балку почали вивчати студенти і викладачі Варшавського університету, евакуйованого в Ростов-на-Дону в зв'язку з можливою окупацією Варшави німецькими військами. Дослідження ґрунту і рослинності цієї місцевості зайняли значне місце в наукових працях професорів В.Н. Вершковського, А.А. Приступи, О.К. Кояли та інших. Значущість дослідження балки університет обґрунтовував тим, що Мухіна балка — найбільш типовий представник рослинності даного району, має на своїй території цілинні степи, чагарниковий степ, кам'янисті і глинисті схили, балковий ліс та луг.
У 1923 році відкрита Аксайська екскурсійна станція Донського Державного Університету. Під неї було відведено два будинки. В першому будинку було намічено організувати лабораторію, музей місцевої природи і гуртожиток для студентів. У другому будинку меншої площі була одна спільна кухня, одну кімнату займав служитель, а ще чотири були відведені для приїжджих наукових працівників. В 1925 році на базі екскурсійної станції в Аксаї відкрили біологічну станцію, до якої увійшли два відділення — степове і гідробіологічне. У зв'язку з цим у квітні 1925 р. у володіння і користування університету було передано колишній маєток Мухіна, де планували знайомити майбутніх педагогів з сільським господарством, вивчати методики природознавства і багато іншого. Цей маєток передавався строком на 10 років.
Одним з перших ударів по природі заповідника завдала Друга світова війна. Схили балки тричі були орендою запеклих боїв. Для кращого огляду місцевості тоді і були спиляні вікові дуби та інші рідкісні дерева. Схили балки були оперезані окопами і протитанковими ровами. Їх сліди видно досі.

## Галерея

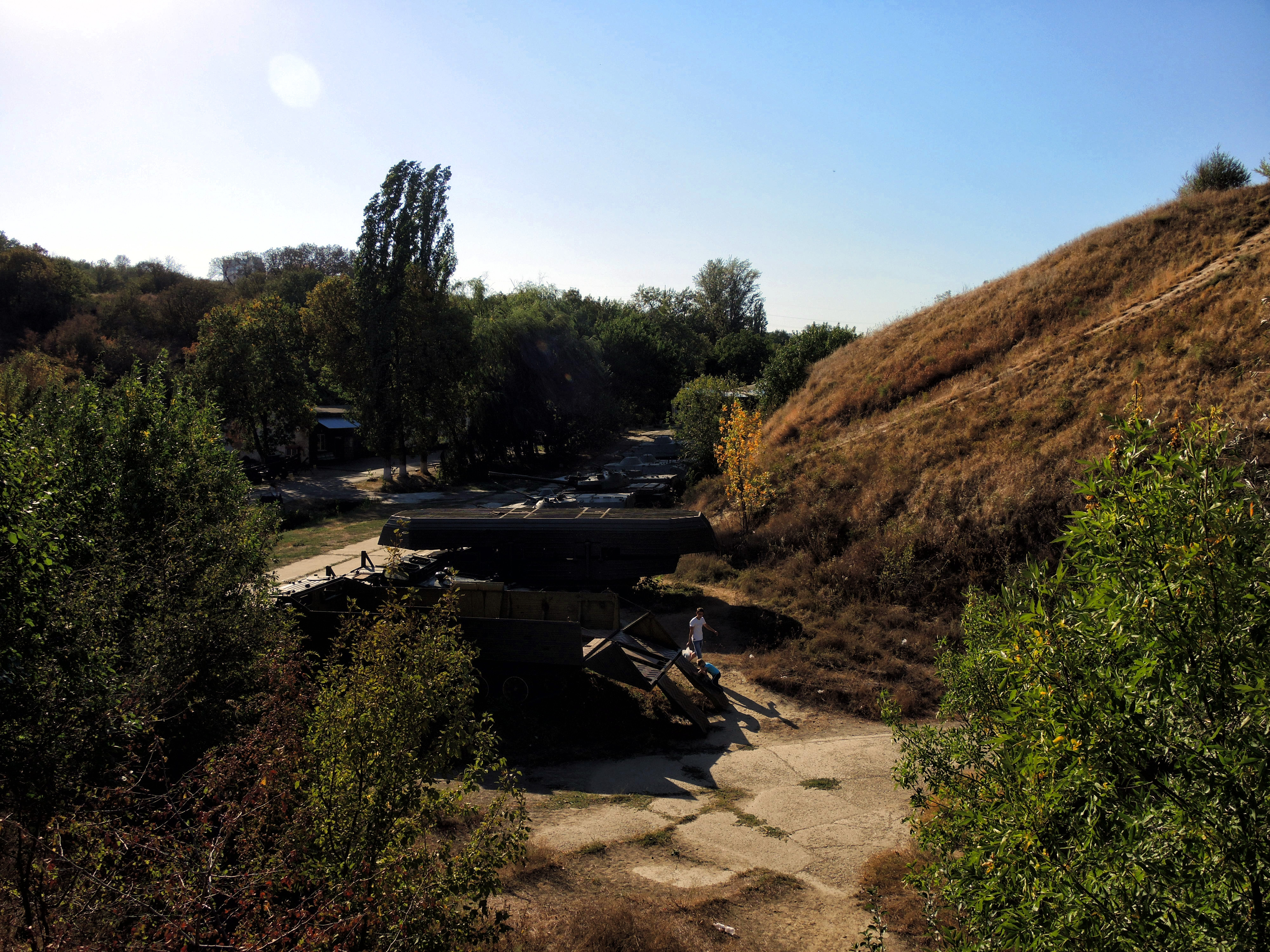
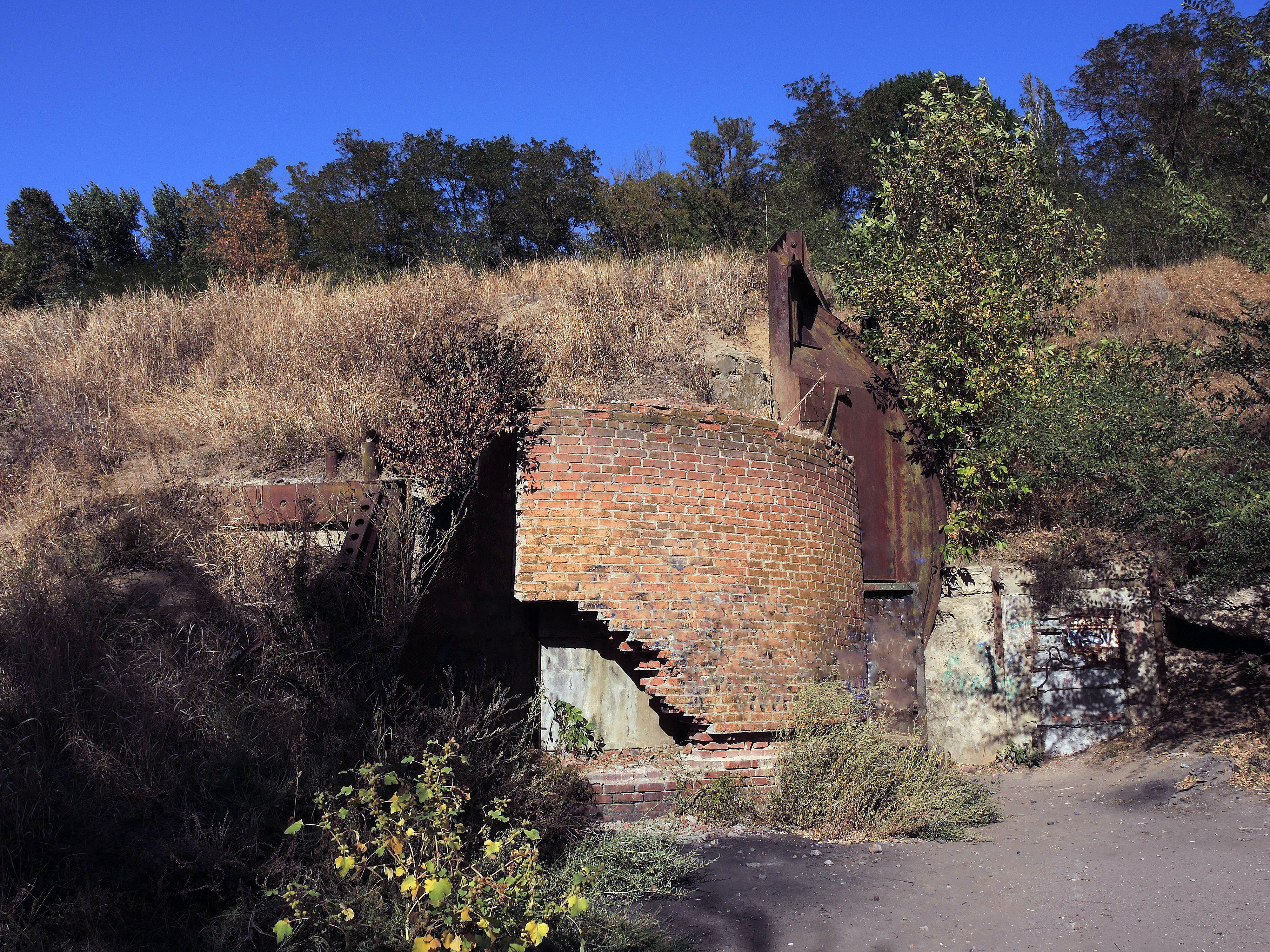
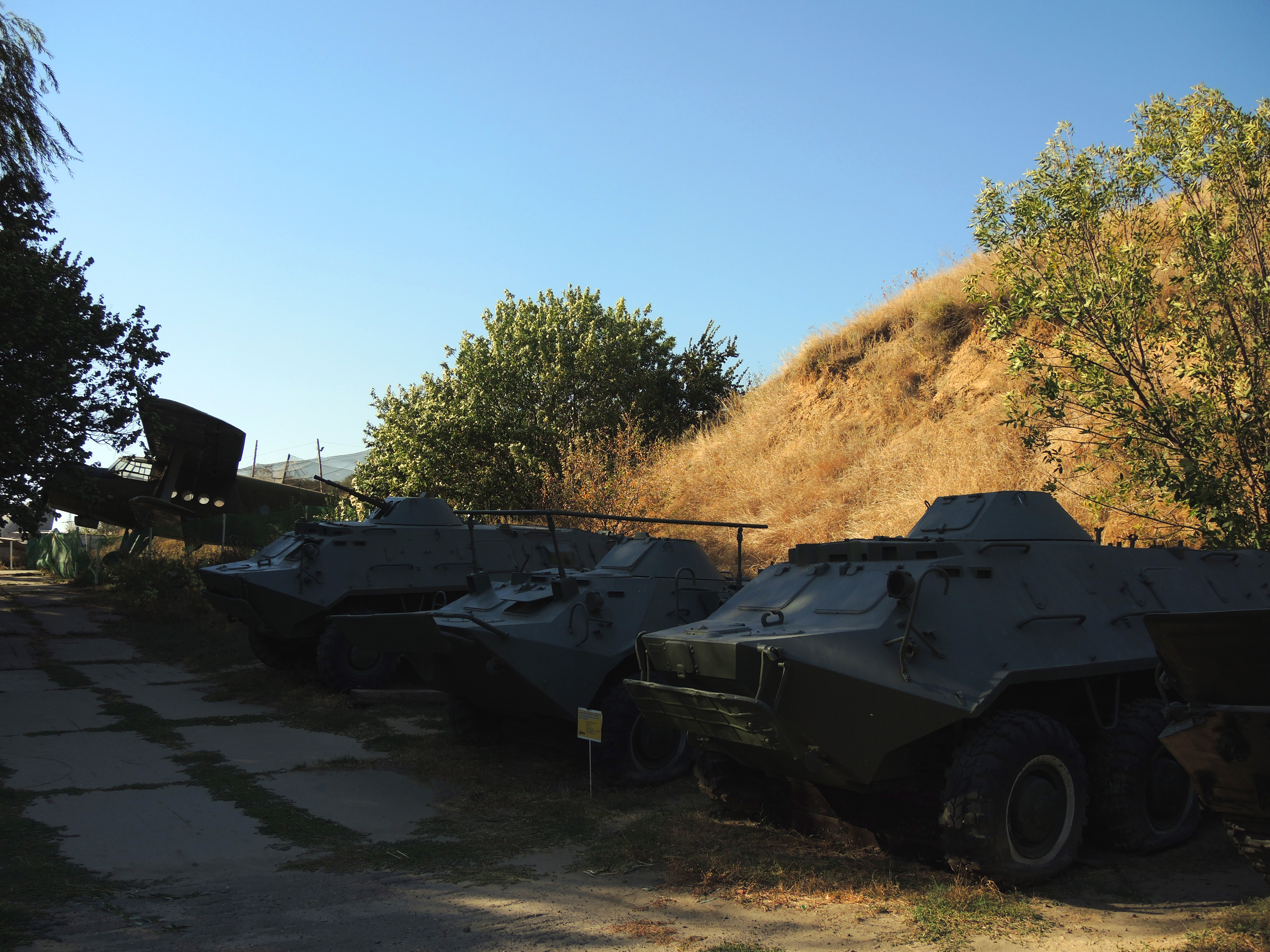
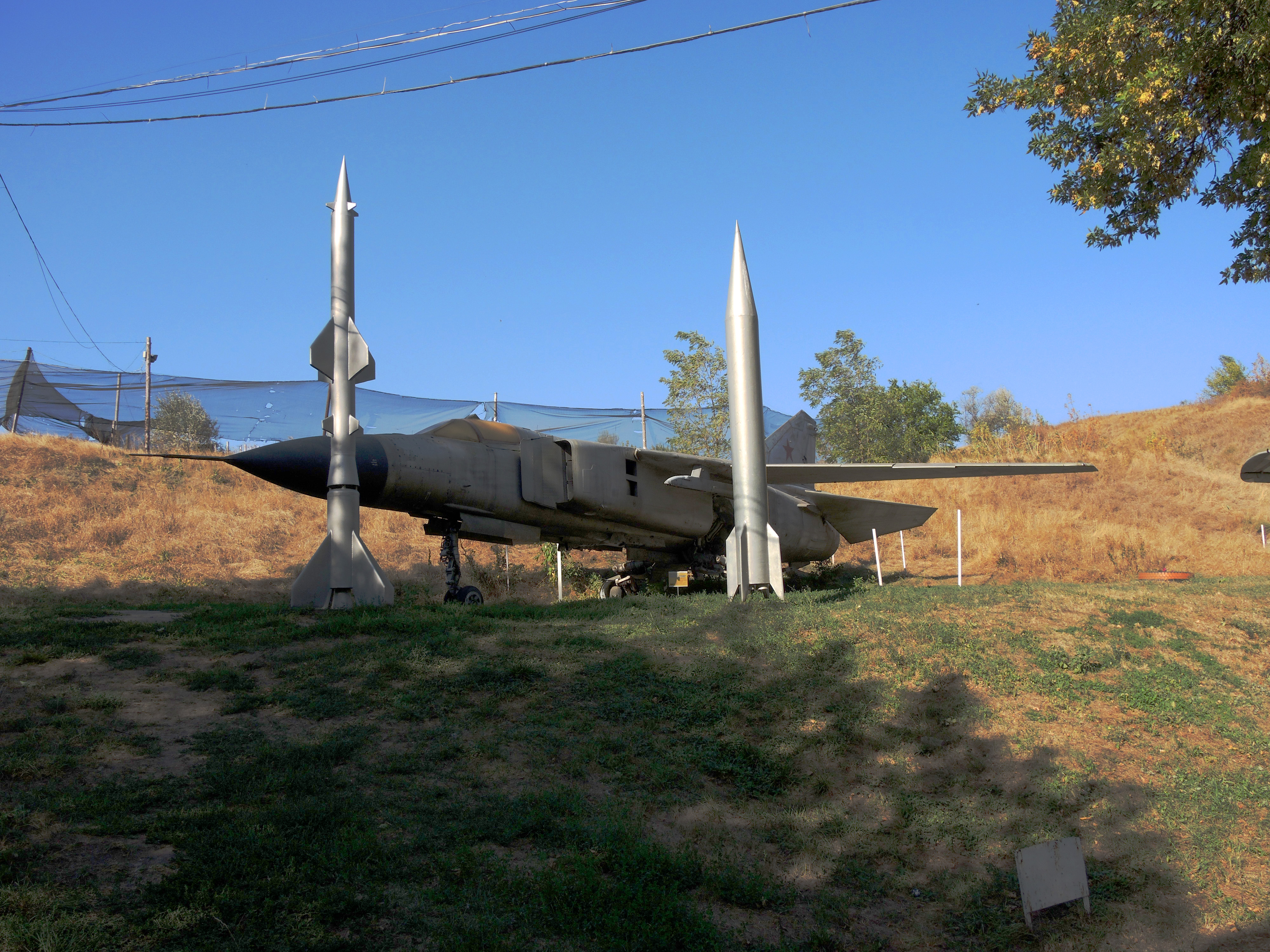
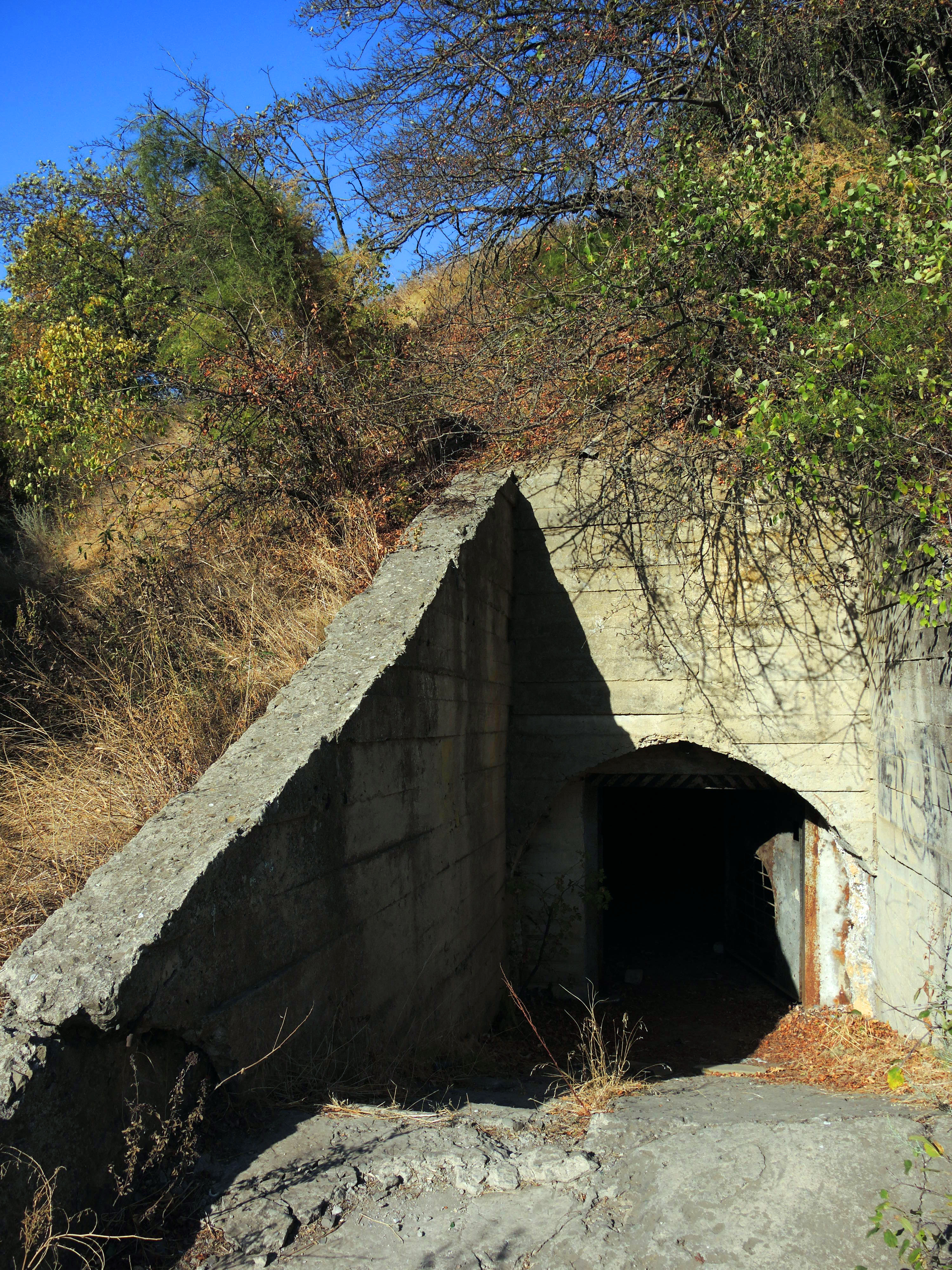
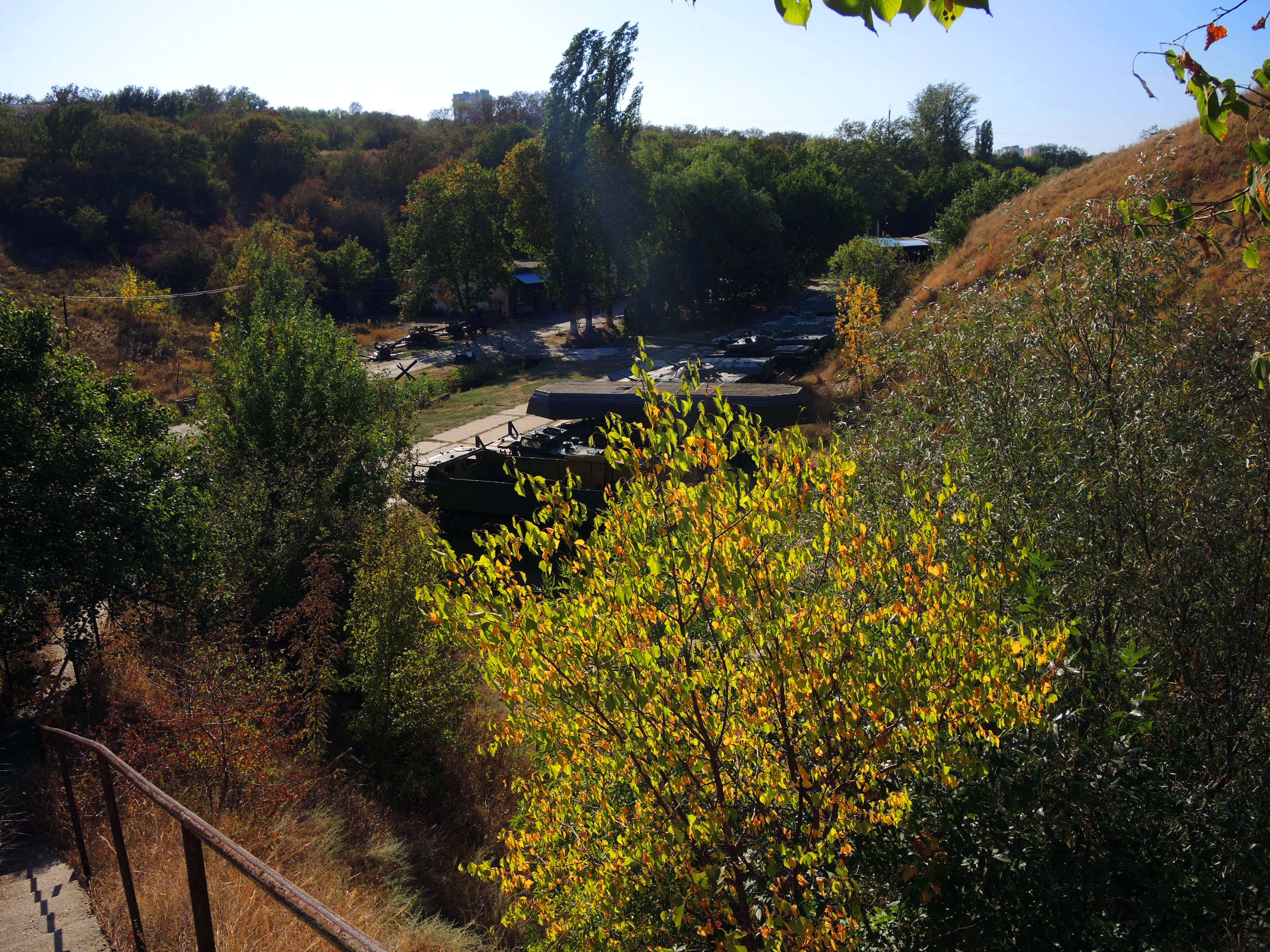